# The Peaceful Riot
Albums de Empyr
Unicorn
(2011)
The Peaceful Riot est le premier album du groupe français de rock Empyr, publié le 12 mai 2008.

## Liste des chansons
Toutes les chansons sont écrites et composées par Empyr.
| No  | Titre                       | Durée |
| --- | --------------------------- | ----- |
| 1.  | God Is My Lover             | 4:24  |
| 2.  | New Day                     | 2:55  |
| 3.  | Birth                       | 4:39  |
| 4.  | Tonight                     | 3:50  |
| 5.  | Water Lily                  | 5:23  |
| 6.  | The Voice Of The Lost Souls | 3:26  |
| 7.  | Forbidden Song              | 5:03  |
| 8.  | The One                     | 3:04  |
| 9.  | The Fever                   | 4:42  |
| 10. | My Empress                  | 2:25  |
| 11. | March On                    | 4:27  |
| 12. | Join Us                     | 6:03  |